# Tipula (Hesperotipula) micheneri
Tipula (Hesperotipula) micheneri is een tweevleugelige uit de familie langpootmuggen (Tipulidae). De soort komt voor in het Nearctisch gebied.